# Emplectomastix mirabilis
Emplectomastix mirabilis är en mångfotingart som beskrevs av Hoffman 2005. Emplectomastix mirabilis ingår i släktet Emplectomastix och familjen Gomphodesmidae. Inga underarter finns listade i Catalogue of Life.